# 21634 Huangweikang
21634 Huangweikang (1999 NB18) là một tiểu hành tinh vành đai chính được phát hiện ngày 14 tháng 7 năm 1999 bởi nhóm nghiên cứu tiểu hành tinh gần Trái Đất phòng thí nghiệm Lincoln ở Socorro.